# Judal
Judal är en japansk serieskapare. Bland hennes verk, som ofta riktar sig mot kvinnor, finns Vampire Game, Carbuncle, Diva, Nerva shinjuuki, Nighteye och Yuto no Hitomi.
Vampire Game är den enda av hennes verk som har blivit översatta till engelska. I den följer man prinsessan Ishtars äventyr och hennes vänskap med Duzell, en vampyr som blivit återfödd som katt.